# Grande cuore
Grande cuore è il primo album solista del cantante e chitarrista italiano Giorgio Vanni realizzato in collaborazione con Eugenio Finardi, dopo lo scioglimento dei Tomato.

## Il disco
Grande Cuore è un album pop realizzato nel 1994. La copertina dell'album vede un giovane Giorgio Vanni con capelli lunghi e senza barba e baffi, il booklet presenta inoltre tutti i testi, alcune foto dell'artista e i crediti delle canzoni. Queste ultime sono state registrate da Matteo Cifelli ed Eugenio Finardi negli studi Psycho di Milano (alcune sovra-incisioni sono di Ignazio Morviducci). L'edizione in musicassetta è differente da quella pubblicata in CD, non presentando infatti la traccia 11.
Inizialmente le canzoni di questo album erano state pensate per essere cantate da altri artisti, come l'artista aveva già fatto e avrebbe fatto in futuro, ma fu convinto a raccoglierle e cantarle.

## Tracce
Edizioni musicali EMI Music Publishing Italia.
1. Piccolo grande cuore – 4:55 (Giorgio Vanni)
2. Ci sarò – 4:50 (Giorgio Vanni)
3. James Dean – 4:06 (testo: Eugenio Finardi – musica: Giorgio Vanni)
4. Chi se ne frega – 3:14 (testo: Eugenio Finardi – musica: Giorgio Vanni)
5. È da poco tempo – 4:31 (testo: Eugenio Finardi – musica: Giorgio Vanni)
6. Ricordati che – 3:38 (testo: Eugenio Finardi – musica: Giorgio Vanni)
7. Dimmi che tutto va bene – 4:25 (testo: Massimo Moretti – musica: Giorgio Vanni e Max Longhi)
8. Con te o senza te – 4:54 (testo: Eugenio Finardi – musica: Giorgio Vanni)
9. Quanti pensieri – 3:34 (testo: Claudio D'Onofrio – musica: Giorgio Vanni)
10. Come farò – 4:35 (testo: Eugenio Finardi – musica: Giorgio Vanni e Max Longhi)
11. James Dean (versione seconda) – 4:06 (testo: Eugenio Finardi – musica: Giorgio Vanni)

Durata totale: 46:48

## Formazione
- Giorgio Vanni – cori (1-7), chitarra elettrica (2), chitarra acustica (2-3-4-5-7-8-11)
- Ivan Ciccarelli – batteria
- Francesco Cristaldi – basso
- Fabrizio Consoli – chitarre, cori (solo nella 1)
- Max Longhi – tastiera, organo Hammond (2-4-5-7-10), midi (1) e arrangiamento archi (7-10)
- Monica Malavasi – cori (1)
- Eugenio Finardi – cori (1), armonica a bocca (3-4-11), arrangiamento archi (6-9), organo Hammond (7) e arabo (9)
- Laura Piccinelli – cori (1)
- Moreno Touché – percussioni (3-4-11)
- Lucio Fabbri – violino (6)

## Produzione opera
- Stefano Bozzani – Foto
- Antonio Baglio – Mastering digitale (presso lo studio Profile)
- Giamba Lizzori – Registrazione dell'organo Hammond (al Morning Studio)
- Girolamo Magli – Assistente di studio
- Matteo Pellicciari – Assistente di studio
- Matteo Cifelli – registrazione e mixaggio
- Eugenio Finardi – registrazione e mixaggio
- Ignazio Morviducci – registrazione di alcune sovraincisioni

## Errori
Sulla retro copertina del CD la traccia 8 è segnata erroneamente "Con o senza te"